# Brian Peaker
Brian Peaker, född den 26 maj 1959 i London, Ontario, är en kanadensisk roddare.
Han tog OS-silver i lättvikts-fyra utan styrman i samband med de olympiska roddtävlingarna 1996 i Atlanta.
Asteroiden 14595 Peaker är uppkallad efter honom.